# Marcin Kędryna

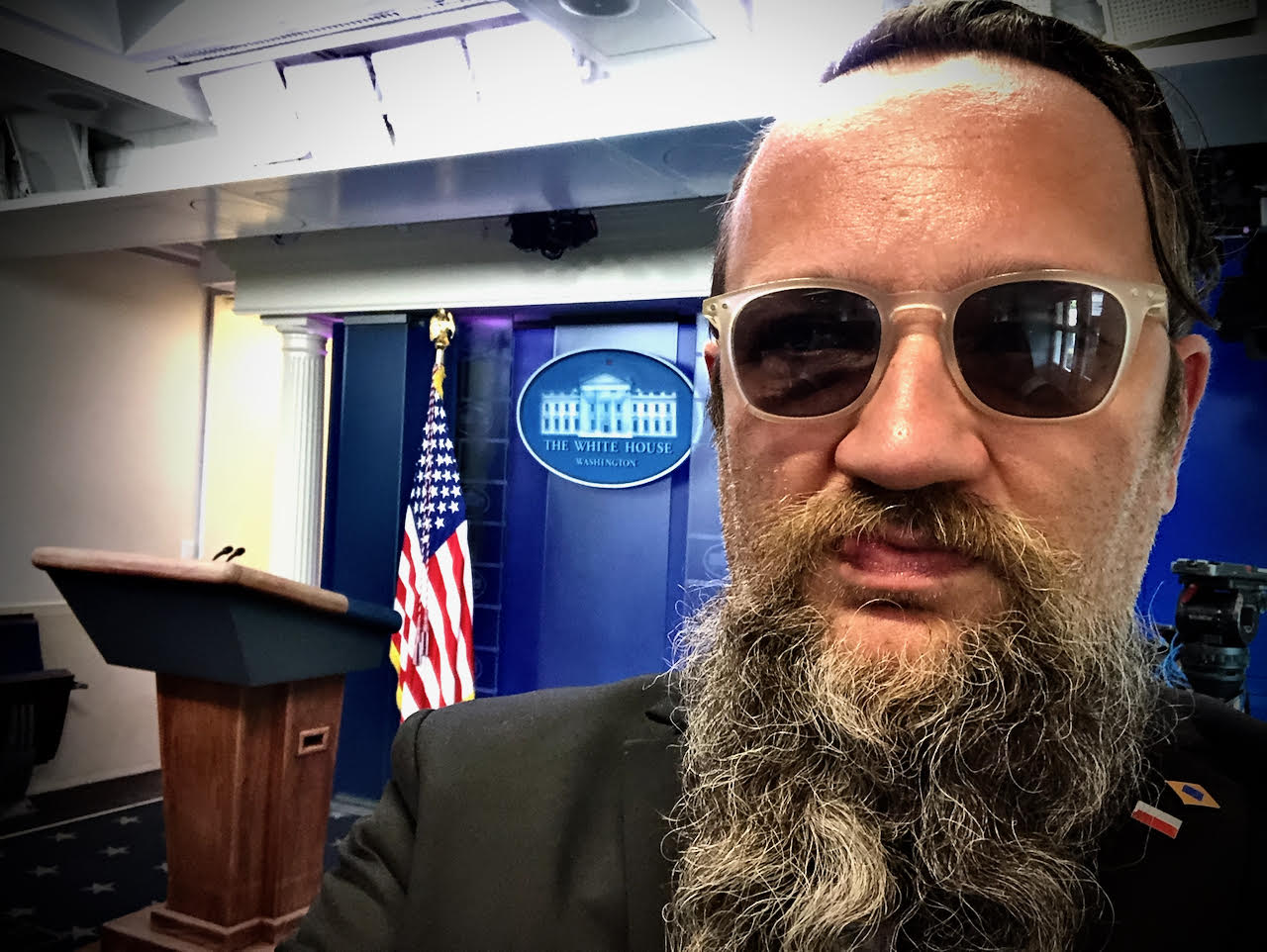
Marcin Kędryna

Marcin Bożydar Kędryna (ur. 9 maja 1972 w Krakowie) – polski dziennikarz, redaktor, urzędnik państwowy, od kwietnia 2019 do grudnia 2020 dyrektor Biura Prasowego Kancelarii Prezydenta RP.

## Życiorys
Ukończył V Liceum Ogólnokształcące im. Augusta Witkowskiego w Krakowie. Pracował w „Gazecie Krakowskiej”, „Super Expressie”, krakowskim i warszawskim „Przekroju”, tygodniku „Ozon”, miesięczniku „Malemen”.
W kampanii prezydenckiej 2015 był członkiem zespołu Pawła Szefernakera, zajmującego się komunikacją internetową kandydata Andrzeja Dudy. Po wygranych wyborach odpowiadał za kontakty z mediami prezydenta elekta.
Po inauguracji prezydentury rozpoczął pracę w Biurze Gabinetu Prezydenta Kancelarii Prezydenta RP. Od kwietnia 2019 do grudnia 2020 był dyrektorem Biura Prasowego Kancelarii Prezydenta RP.
Od czerwca 2021 roku jest felietonistą „Dziennika Polskiego”.
Od lipca 2021 do listopada 2022 był zastępcą redaktora naczelnego „Gazety Lubuskiej”.
W listopadzie 2022 roku został doradcą Marzeny Paczuskiej-Tętnik, członka Krajowej Rady Radiofonii i Telewizji.
Prowadzi blog „Codziennie trzy negatywy”.
Jest synem trenera siatkówki Lesława Kędryny, wnukiem kompozytora, profesora Tadeusza Machla.